# Alya flüstert mir auf Russisch süße Worte zu
Alya flüstert mir auf Russisch süße Worte zu (Originaltitel 時々ボソッとロシア語でデレる隣のアーリャさん Tokidoki Bosotto Roshiago de Dereru Tonari no Ārya-san, russisch Иногда Аля внезапно кокетничает по-русски, Transliteration Inogda Alya vnezapno koketnichayet po-russki, gekürzt Roshidere (ロシデレ)) ist eine als Webroman gestartete Literaturreihe des japanischen Autoren SunSunSun, die zwischen dem 7. und 26. Mai 2020 auf der Onlineplattform Shōsetsuka ni Narō publiziert wurde.
Das Werk erhielt eine Umsetzung als Light-Novel-Reihe und Web-Manga. Ebenfalls wurde ein Hörspiel veröffentlicht. Eine Anime-Produktion wurde im Jahr 2023 angekündigt.
Die Geschichte des Werkes folgt den beiden Oberschülern Masachika Kuze und Alisa Mikhailovna Kujō, die unterschiedlicher nicht sein könnten. Während die fleißige Alisa bei ihren Mitschülern besonders beliebt ist, ist Masachika unmotiviert und faul. Dies führt dazu, dass Alisa häufig aufgrund des Verhaltens ihres Mitschülers die Fassung verliert und beginnt, Russisch zu murmeln. Was sie nicht weiß, ist, dass Masachika Russisch versteht.

## Handlung
Alisa Mikhailovna Kujō und Masachika Kuze besuchen das erste Jahr der Oberschule der renommierten Seirei-Privatschule. Überdies sind Kujō und Kuze seit mehr als einem Jahr Sitznachbarn. Während Alisa eine ausgezeichnete sowie ehrgeizige Schülerin ist und unter ihren Mitschülern große Popularität genießt, ist Masachika das absolute Gegenteil von ihr. Er ist faul und unmotiviert, obwohl er im zweiten Jahr an der Mittelschule mit seiner Kindheitsfreundin Yuki Suō im Schülerrat aktiv war.
Alisa ist Halbrussin und lebte mit ihrer Familie für fünf Jahre in Wladiwostok, wo sie die Grundschule besuchte. Bereits in der Grundschule war sie sehr engagiert, was häufiger zu Streitigkeiten mit ihren Mitschülern führte. Dies gipfelte darin, dass sie beschloss, zur Not alles im Alleingang bewerkstelligen zu wollen. Zum zweiten Jahr der Mittelschule kehrte ihre Familie nach Japan zurück. An dieser Schule lernte sie schließlich Masachika kennen, der aufgrund seiner Trägheit keinen guten ersten Eindruck bei ihr hinterließ. Dies änderte sich, als er die Klasse im Vorfeld eines anstehenden Schulfestes zur Mitarbeit motivieren konnte und diese dafür mit einem Preis ausgezeichnet wurden.
Masachika stammt aus einer Diplomatenfamilie und hat eine jüngere Schwester, die aufgrund einer Asthmaerkrankung bettlägerig war. Als sich seine Eltern scheiden ließen zog er zu seinem Vater, während seine Schwester bei der Mutter blieb. Einige Zeit lebte Masachika bei seinem Großvater, der ein starkes Interesse für die Sowjetunion hatte. Als Masachika ein russisches Mädchen kennenlernte, er sie aber aufgrund der Sprachbarriere nicht verstehen konnte, brachte sein Großvater ihm russisch bei.
Obwohl Alisa von seinem trägen Charakter genervt ist, hat sie insgeheim Gefühle für Masachika entwickelt. In der Annahme, dass er die russische Sprache nicht versteht, beginnt sie ihn auf Russisch zu anzuflirten. Es stellt sich heraus, dass sie im kommenden Schuljahr an der Wahl zum neuen Schülersprecher teilnehmen will. Masachika verspricht, sie bei ihrem Vorhaben zu unterstützen, obwohl er selbst nicht vorhatte, erneut einen Posten in der Schülervertretung anzunehmen. Aber auch Yuki, Masachikas Kindheitsfreundin, kandidiert auf diesen Posten.

## Charaktere
Masachika Kuze (久世 政近, Kuze Masachika)
im Hörspiel von Kōhei Amasaki gesprochen
Masachika ist ein Oberschüler der Seirei-Privatschule, wo er das erste Lehrjahr besucht. Er ist Sitznachbar von Alisa, der Schönheit der Schule, weswegen er von seinen Mitschülern beneidet wird. Er ist unmotiviert und eher faul, was seine Sitznachbarin aus der Ruhe bringt. Aufgrund seines Großvaters väterlicherseits, der ein Faible für Russland hat, ist Masachika in der Lage, russisch zu verstehen und auf dem Niveau eines Muttersprachlers zu sprechen. Er tritt im Laufe des ersten Schuljahres der Schülervertretung bei.
Alisa Mikhailovna Kujō (アリサ・ミハイロヴナ・九条, Arisa Mihairovuna Kujō)
im Hörspiel von Sumire Uesaka gesprochen
Alisa ist eine Oberschülerin der privaten Seirei-Oberschule, Masachikas Klassenkameradin und Sitznachbarin. Sie hat silberfarbenes Haar und gilt als Modell an ihrer Schule. Sie ist talentiert und engagiert, jedoch bringt das Verhalten ihres Sitznachbarn sie häufig aus der Fassung. Sie hat japanisch-russische Wurzeln. Alisa ist als Schatzmeisterin der Schülervertretung aktiv. Ihr Spitzname ist Alya (アーリャ Ārya).
Yuki Suō (周防 有希, Suō Yuki)
Yuki besucht das erste Jahr der Oberschule und arbeitet für den Schülerrat. Ihre Familie entstammt einer Linie nobler Diplomaten. Eigentlich ist sie Masachikas Schwester. Während sie in der Schule und in der Öffentlichkeit eine seriöse Seite zeigt, ist sie privat ein Otaku. Als Kind litt sie unter Asthma.
Maria Mikhailovna Kujō (マリヤ・ミハイロヴナ・九条, Mariya Mihairovuna Kujō)
Maria besucht das zweite Lehrjahr und ist als Sekretärin des Schülerrats aktiv. Sie ist Alisas biologische ältere Schwester. Maria hat einen unbesorgten Charakter. Ihr Spitzname lautet Masha (マーシャ Māsha).
Ayano Kimishima (君嶋 綾乃, Kimishima Ayano)
Ein Mitglied des Schülerrates. Sie ist still und zeigt üblicherweise keine Emotionen. Außerhalb der Schule ist Ayano als Yukis Dienstmädchen angestellt.
Sayaka Taniyama (谷山 沙也加, Taniyama Sayaka)
An der Mittelschule trat sie gegen Yuki um den Posten der Schülersprecherin an. Sie ist derzeit Mitglied des Disziplinarkomitees.
Chisaki Sarashina (更科 茅咲, Sarashina Chisaki)
Sie ist die stellvertretende Schülersprecherin. Von manchen Mitschülern wird sie gefürchtet, während sie bei ihren Mitschülerinnen sehr beliebt ist. Sie ist die Freundin des Schülersprechers Tōya Kenzaki. Sie besucht im zweiten Jahr an der Oberschule. Chisakis größtes Hobby ist Kendō.
Tōya Kenzaki (剣崎 統也, Kenzaki Tōya)
Er ist der derzeitige Präsident des Schülerrats und besucht das zwei Jahr der Oberschule. In seiner Vergangenheit war er eher zurückgezogen und nicht sportlich. Er änderte sich, als er sich in Chisaki verliebte. Mit ihr ist er in einer Beziehung.
Nonoa Miyamae (宮前 乃々亜, Miyamae Nonoa)
Sie besucht das erste Jahr der Oberschule und ist Sayakas beste Freundin.

## Medien

### Web-Roman und Light Novel
SunSunSun veröffentlichte am 6. und 27. Mai 2020 zwei Kurzgeschichten auf der Online-Plattform Shōsetsuka ni Narō, wobei die Protagonisten komplett anders waren als die, die in der Light-Novel-Reihe vorkommen.
Bereits im Juni des Jahres 2020 wurde der Autor vom Verlag Kadokawa zu einem Verhandlungsgespräch eingeladen, den Roman unter ihrem Sneaker-Bunko-Label in gedruckter Form zu veröffentlichen. Im Dezember 2020 wurde angekündigt, dass auch die beiden Kurzgeschichten über Kadokawa in gedruckter Form erscheinen.
Obwohl sich die Charaktere zwischen dem Webroman und der Light-Novel-Reihe unterscheiden, gab der Autor bekannt, dass das Handlungskonzept unverändert bleibe. In einem Interview mit dem japanischen Da-Vinci-Magazin aus dem Jahr 2021 sagte der Autor, dass er ursprünglich vorhatte, die Geschichte als Isekai zu konzipieren. In dieser sollte die Protagonistin aus einer anderen Welt stammen und davon ausgehen, dass man ihre Sprache nicht versteht. Die Wendung der Handlung wäre gewesen, dass der Protagonist aus der gleichen Welt wie sie abstammt und die Sprache der Protagonistin verstehen könne. Da er die Handlung einfach halten wollte und Isekai-Werke eine komplexe Weltbildung sowie Hintergrunderklärungen erfordern, habe er die Idee verworfen. Im Bezug auf die russische Herkunft der Protagonistin erklärte SunSunSun, das die „Schönheit russischer Frauen“ einen entscheidenden Einfluss gehabt habe.
Die Light-Novel-Reihe stammt ebenfalls aus der Feder von SunSunSun mit Zeichnungen der Illustratorin Momoco. Der erste Roman erschien am 1. März 2021. Auf der Sakura-Con, die zwischen dem 15. und 17. April 2022 stattfand, gab der US-amerikanische Verleger Yen Press bekannt, die Romanreihe unter dem Titel Alya Sometimes Hides Her Feelings in Russian in englischer Sprache zu veröffentlichen. Im Rahmen der DoKomi kündigte der Verleger JNC Nina Ende Juni 2024 an, die Romanreihe auf digitaler Ebene unter dem Titel Alya flüstert mir auf Russisch süße Worte zu in deutscher Sprache auf den Markt zu bringen. Anfang Januar 2024 kündigte der Verleger Istari Comics an, die Romanbände in russischer Sprache zu publizieren.

#### Veröffentlichungen
| Band | Veröffentlichung (Japanisch) | ISBN (Japanisch)        |
| ---- | ---------------------------- | ----------------------- |
| 1    | 01. März 2021                | ISBN 978-4-04-111118-5. |
| 2    | 01. August 2021              | ISBN 978-4-04-111119-2. |
| 3    | 01. Dezember 2021            | ISBN 978-4-04-111955-6. |
| 4    | 01. April 2022               | ISBN 978-4-04-111956-3. |
| 4.5  | 01. August 2022              | ISBN 978-4-04-112780-3. |
| 5    | 01. Dezember 2022            | ISBN 978-4-04-112781-0. |
| 6    | 01. April 2023               | ISBN 978-4-04-113544-0. |
| 7    | 01. September 2023           | ISBN 978-4-04-114062-8. |
| 8    | 01. Februar 2024             | ISBN 978-4-04-114592-0. |
| 9    | 30. August 2024              | ISBN 978-4-04-114831-0. |

Im Juli 2024 wurde auf dem offiziellen X-Account des Anime angekündigt, dass der japanischen DVD und Blu-ray-Veröffentlichung des Anime ein 224-seitiger Fantasy-Bonusroman unter dem Titel The Hero Alya Sometimes Hides Her Feelings in Russian beiliegen werde.

### Web-Manga
Am 29. Oktober 2022 startete eine Umsetzung der Romanreihe als Web-Manga. Die Zeichnungen stammen von Saho Tenamachi. Der Web-Manga erscheint über den Verleger Kodansha auf der Magazine-Pocket-Webseite und der jeweiligen App und wurde in bisher sieben Sammelbänden zusammengefasst (Stand Juni 2025).
Am 14. März 2024 kündigte der Verleger Istari Comics an, die Mangareihe lizenziert zu haben und in russischer Sprache herauszubringen. Der japanische Verleger Kodansha gab am 27. September 2024 bekannt, dass der Web-Manga auf dem verlagseigenen Service K Manga in englischer Sprache publiziert wird. Im Dezember kündigte der US-amerikanische Verleger Yen Press die Lizenzierung der Mangareihe für eine englischsprachige Lokalisierung in gedruckter Form an.
| Band | Veröffentlichung (Japanisch) | ISBN (Japanisch)        |
| ---- | ---------------------------- | ----------------------- |
| 1    | 09. März 2023                | ISBN 978-4-06-531091-5. |
| 2    | 08. Juni 2023                | ISBN 978-4-06-531880-5. |
| 3    | 09. November 2023            | ISBN 978-4-06-533550-5. |
| 4    | 09. April 2024               | ISBN 978-4-06-535169-7. |
| 5    | 07. August 2024              | ISBN 978-4-06-536510-6. |
| 6    | 08. Januar 2025              | ISBN 978-4-06-538068-0. |
| 7    | 09. Juni 2025                | ISBN 978-4-06-539753-4. |

### Hörspiel
Zu der Light-Novel-Reihe erschien ein Hörspiel, in der Sumire Uesaka der Protagonistin Alisa Mikhailovna Kujō ihre Stimme lieh, während Masachika Kuze von Kōhei Amasaki gesprochen wurde. Yen Audio, ein Tochterunternehmen des Verlages Yen Press, kündigte im März 2024 die Produktion eines englischsprachigen Hörspiels basierend auf der Light-Novel-Reihe an. Das erste Hörbuch zur Reihe erschien am 13. August 2024. Als Erzählerin ist Taylor Meskimen zu hören.

### Smartphone-Spiel
Am 17. Juli 2024 wurde ein Smartphone-Spiel für iOS- und Android-Geräte angekündigt sowie die Vorregistrierungsphase gestartet. Das Puzzle-Videospiel erscheint in Japan unter dem Titel 時々ボソッとロシア語でデレる隣のアーリャさん パズルパーティ！ Tokidoki Bosotto Roshiago de Dereru Tonari no Ārya-san Pazurupāti!. Das Spiel wird von Poppin Games Japan entwickelt.

### Anime-Produktion

#### Erste Staffel
Am 17. März 2023 gab der Verleger Kadokawa bekannt, dass die Romanreihe als Anime-Fernsehserie realisiert werde. In den Hauptrollen sind Sumire Uesaka als Alisa und Kōhei Amasaki als Masachika zu hören. Beide Synchronsprecher liehen den beiden Charakteren bereits im Hörspiel ihre Stimme. Die erste Staffel der Serie entstand im Studio Dōga Kōbō unter der Regie von Ryota Itō, welcher zudem das Drehbuch schrieb. Das Charakterdesign wurde von Yūhei Murota entworfen, der zudem als Animationsregisseur involviert war. Die Serienmusik stammt aus der Feder von Hiroaki Tsutsumi.
Am 7. November 2023 wurde angekündigt, dass die Serie ab April 2024 im japanischen Fernsehen starten soll, ohne dabei ein genaues Startdatum zu nennen. Mitte Februar 2024 wurde jedoch mitgeteilt, dass sich der Start der Serie um drei Monate verzögere, da man das bestmögliche Fernseherlebnis für die Zuschauer erreichen wolle.
Die Serie startete am 3. Juli 2024 im japanischen Fernsehen. Im deutschsprachigen Raum ist die Serie unter dem Titel Alya flüstert mir auf Russisch süße Worte zu im Simulcast auf Crunchyroll im Originalton mit deutschen Untertiteln zu sehen. Zudem kündigte der Streamingdienst an, dass die Serie eine deutsche Synchronfassung erhält, die am 24. Juli 2024 anlief.
Sumire Uesaka sang in ihrer Rolle als Alisa das Lied Ichiban Kagayaku Hoshi in der Vorspannsequenz. Im Abspann jeder Episode ist eine andere Coverversion bekannter japanischer Musikstücke zu hören, die ebenfalls von Uesaka in ihrer Rolle gesungen werden.

#### Zweite Staffel
Unmittelbar nach der Ausstrahlung der zwölften Episode der ersten Staffel am 18. September 2024 im japanischen Fernsehen wurde die Produktion einer zweiten Staffel offiziell bestätigt, ohne dabei weitere Informationen zu nennen.

## Episoden
- → Hauptartikel: Alya Sometimes Hides Her Feelings in Russian/Episodenliste

Die ersten zwölf Folgen der Animeserie wurde zwischen dem 3. Juli und dem 18. September 2024 im japanischen Fernsehen ausgestrahlt. Zeitgleich erfolgte eine internationale Veröffentlichung der Serie auf Crunchyroll, unter anderem im Originalton mit deutschen Untertiteln. Drei Wochen nach der internationalen Premiere der Pilotfolge startete die Ausstrahlung der Serie mit deutscher Synchronisation.
| Staffel | Episodenanzahl | Erstausstrahlung in Japan | Erstausstrahlung in Japan | Deutschsprachige Erstausstrahlung | Deutschsprachige Erstausstrahlung |
| Staffel | Episodenanzahl | Staffelpremiere           | Staffelfinale             | Staffelpremiere                   | Staffelfinale                     |
| ------- | -------------- | ------------------------- | ------------------------- | --------------------------------- | --------------------------------- |
| 1       | 12             | 03. Juli 2024             | 18. September 2024        | 24. Juli 2024 (Simuldub)          | 09. Oktober 2024 (Simuldub)       |
| 2       | unbekannt      | unbekannt                 | unbekannt                 | unbekannt                         | unbekannt                         |

## Musikalische Veröffentlichungen
Der offizielle Soundtrack der ersten Staffel wurde am 19. September 2024 zunächst auf digitaler Ebene veröffentlicht. Auf diesem ist das Lied Ichiban Kagayaku Hoshi, das als musikalische Untermalung der Vorspannsequenz genutzt wurde, in voller Länge enthalten.
Sowohl der musikalische Vorspann, als auch die einzelnen Abspannlieder wurden zunächst als eigenständige Singles als Musikdownload und im Musikstreaming herausgegeben. Bei den Liedern, die im Folgenabspann zu hören sind, handelt es sich um Coverversionen bekannter japanischer Musikstücke, wie etwa Kawaikute Gomen, Chiisana Koi no Uta oder Hare Hare Yukai, die von Sumire Uesaka in ihrer Rolle als Alisa „Alya“ Mikhailovna Kujō eingesungen wurden. Ausnahme ist das Stück Hanamoyoi, das kein Coverlied ist.

## Synchronisation
Sumire Uesaka, die die Protagonistin Alisa „Alya“ Mikhailovna Kujō ihre Stimme leiht, erklärte in einem Interview mit Animate Times, dass die russischsprachigen Textpassagen so eingesprochen wurden, dass diese für dem Zuschauer „süß in den Ohren“ klingen. Alyas normale Stimme, so Uesaka, klinge streng, weswegen sie dem russischen Part eine zärtlichere Nuance verleihen wollte. Uesaka, die sich selbst für die Sowjet-Ära interessiert, absolvierte ein Russischstudium an der Sophia-Universität, welches sie 2014 abschloss.
Eine deutschsprachige Synchronisation der ersten 12 Folgen wurde im Synchronstudio Oxygen Sound in Berlin realisiert. Dabei fertigte das Dialogbuch von Nicole Hise an, während Birte Baumgardt die Dialogregie übernahm. Für die Episoden 4 und 5 hat Julia Bautz die Dialogregie übernommen.
| Rolle                         | Japanische Stimme (Seiyū) | Deutsche Stimme      |
| ----------------------------- | ------------------------- | -------------------- |
| Alisa „Alya“ Mikhailovna Kujō | Sumire Uesaka             | Lisa Dzyadyk         |
| Masachika Kuze                | Kōhei Amasaki             | Christian Zeiger     |
| Maria Mikhailovna             | Yukiyo Fujī               | Gabrielle Pietermann |
| Yuki Suō                      | Wakana Maruoka            | Lisa May-Mitsching   |
| Chisaki Sarashina             | Maki Kawase               | Birte Baumgardt      |
| Tōya Kenzaki                  | Kaito Ishikawa            | Vincent Fallow       |
| Takeshi Maruyama              | Kōdai Sakai               | Oliver Szerkus       |
| Hikaru Kiyomiya               | Taichi Ichikawa           | Tom Ferenc           |
| Sayaka Taniyama               | Ikumi Hasegawa            | Josephine Martz      |
| Nonoa Miyamae                 | Yoshino Aoyama            | Julia Bautz          |
| Ayano Kimishima               | Saya Aizawa               | Saskia Glück         |

## Rezeption

### Light-Novel- und Mangaserie
Die Light-Novel-Reihe wurde in den Jahren 2021 und 2022 für das jeweils nachfolgende Literaturjahr in den Top-Ten des Light-Novel-Ratgebers Kono Light Novel ga Sugoi! des Verlages Takarijimasha gelistet. Alisa Mikhailovna Kujō, die weibliche Hauptfigur, landete im gleichen Zeitraum auf Platz sechs bzw. acht in der Kategorie Bester weiblicher Charakter; Masachika Kuze, der männliche Protagonist, im Jahr 2022 auf Platz sechs der Besten männlichen Charaktere. Illustratorin Momoco, welche sich für die Zeichnungen für Roshidere zuständig zeigt, landete für ihre Beteiligung auf Platz zehn bzw. Platz fünf in den Jahren 2022 und 2023. In der Rangliste für das Jahr 2024 belegte die Romanreihe Platz drei. In den Kategorien Bester weiblicher Charakter, Bester männlicher Charakter sowie Bester Illustrator wurden jeweils der zweite Platz erreicht. Zudem erreichte Yuki Suō den zehnten Platz im Ranking der besten Protagonistinnen.
Bei den 2022 vergebenen Next Light Novel Awards für das vorangegangene Jahr erreichte die Reihe Platz zwei der Kategorie Web Publication, den ersten Platz der Kategorie Librarian’s Choice sowie den neunten Platz in der Hauptkategorie.
Alisa Mikhailovna Kujō startete zwischenzeitlich eine Karriere als VTuberin. Sängerin und Synchronsprecherin Sumire Uesaka, die Alisa im Hörspiel und in der Animerserie spricht, leiht dem Charakter abermals ihre Stimme.
Unbestätigten Meldungen zufolge verkaufte sich die Light-Novel-Reihe bis April 2022 rund eine halbe Millionen Mal in Japan. Im März 2023 wurde veröffentlicht, dass sich insgesamt 1,2 Millionen Exemplare der Romanreihe in Japan im Umlauf sind. Nachdem die Animeserie bei den Zuschauern weltweit an Beliebtheit gewann und sich dies auf die Verkaufszahlen der Romanreihe auswirkte, kündigte der Verleger Kadokawa Anfang August 2024 an, die Romane in einer umfangreichen Auflage nachzudrucken. Laut einem Beitrag von Manga2you.de, der sich auf eine X-Meldung von Manga Mogura beruft, wurden bis Anfang August 2024 mehr als fünf Millionen Exemplare der Reihe alleine in Japan verkauft. Dabei wurden neben den Roman- auch Manga- und E-Book-Verkäufe einbezogen. Die Anzahl der verkauften Mangabände in Japan lag bis August 2024 bei rund einer Million Exemplare.
Maru von der japanischsprachigen Spiele-Onlineplattform 4gamer.net verglich die Beziehung zwischen Alya und Masachika mit einem unter japanischen Grund- und Mittelschülern beliebten Zauber, bei dem der Name einer Person, die man mag auf einem Radiergummi geschrieben wird. Laut Maru mochte der Autor der Romanreihe, Sunsunsun, den dadurch entstehenden Nervenkitzel, ob die betreffende Person es herausfindet oder nicht.

### Anime-Fernsehserie
Im Zuge der Kolumne Anime Preview Guide von Anime News Network wurde die Pilotfolge der Fernsehserie von mehreren Redakteuren der Plattform besprechen. Dabei erhielt diese gemischte positive Resonanz. Richard Eisenbeis und James Beckett vergaben mit dreieinhalb bzw. viereinhalb von fünf möglichen Punkten, die besten Bewertungen für die erste Folge der Anime-Produktion. Eisenbeis schrieb, dass er die Prämisse, welche auf einem Missverständnis beruhe, im Grunde nicht schlecht sei. Aufgrund seiner persönlichen Erfahrung als ein in Japan lebender Ausländer mit Sprachkenntnissen in der japanischen Sprache, könne er die Entscheidung des Protagonisten nachvollziehen, nicht zu offenbaren, das er seine Mitschülerin versteht wenn sie Russisch spricht. Als einzigen Kritikpunkt nannte er aber den Charakter Masachikas und bezeichnete es als schwer, mit ihm involviert sein zu wollen. Beckett hingegen findet sowohl Alya als auch Masachika als ansprechende Protagonisten. Er sei schlichtweg ein Fan von Serien, in denen die Tsundere ihren Partner neckt und dieser auf gleicher Höhe und nicht als Opfer agiert. Beckett schreibt in seinem Fazit, dass die Prämisse um die Sprachbarriere metaphorisch die wachsende Beziehung beider Charaktere perfekt repräsentiere.
Rebecca Silverman und Caitlyn Moore, die mit jeweils zweieinhalb Punkten die schlechtesten Bewertungen für die Pilotfolge vergaben, kritisierten beide den Einsatz von Fanservice-Elementen. Während Moore die Animationen als gelungen bezeichnete und die Charakterdynamik positiv hervorhob, bezeichnete Silverman die beiden Protagonisten als langweilig. So bezeichnete sie Alya eine „Tsundere wie aus einem Textbuch“, während sie Kuzes Verweigerung bewundere, dem Schülerrat beizutreten, auch wenn in der Vorspannsequenz bereits angedeutet wird, dass er als Mitglied der Schülervertretung beitritt. Silverman hob zudem Uesakas schlechte Aussprache der russischen Textpassagen negativ hervor. Weitere Episoden der Serie wurden von MrAJCosplay für Anime News Network besprochen.
Bei den Anime Trending Awards, die im Jahr 2025 zum elften mal verliehen werden, erhielt die erste Staffel der Anime-Fernsehserie acht Nominierungen, darunter in den Kategorien Anime des Jahres sowie in den genrebezogenen Sparten Comedy-Anime des Jahres und Slice-of-Life-Anime des Jahres.

### Kommerzieller Erfolg
Das Medienunternehmen Kadokawa veröffentlichte am 7. November 2024 seine Umsatzzahlen für das zweite Quartal des Fiskaljahres 2024. Demzufolge konnte das Franchise rund eine Milliarde Yen, etwa 6,1 Millionen Euro, Umsatz generieren, verteilt auf Einnahmen durch Lizenzierungen, Roman- und Mangaverkäufe und durch Streamingeinnahmen der Animeserie.

### Zu den Romanen und Manga
- Das Werk auf Shōsetsuka ni Narō (japanisch)
- Roshidere im Kadokawa Sneaker Bunko (japanisch)
- Roshidere im Magazine Pocket (japanisch)
- Eintrag zur Light-Novel-Reihe in der Enzyklopädie von Anime News Network (englisch)

### Zum Anime
- Offizielle Homepage (japanisch)
- Eintrag zur Animeserie in der Enzyklopädie von Anime News Network (englisch)
- Eintrag in der Internet Movie Database (englisch)
- Eintrag auf Moviepilot.de
- Eintrag in der Datenbank von AniSearch.de

### Andere
- Offizielle Homepage zum Smartphone-Videospiel (japanisch)
- Fan-Wiki (englisch)